# Yan-Gebirge
Das Yan-Gebirge oder Yanshan (chinesisch 燕山, Pinyin Yānshān) ist eine Bergkette in der Provinz Hebei im Norden Chinas. 
Das Gebirge erstreckt sich zwischen dem Fluss Chaobei im Westen und dem Shanhai-Pass im Osten. Es besteht aus Kalkstein, Granit und Basalt. Die Bergspitzen erreichen eine Höhe von 400 bis 1000 m. Der höchste Gipfel ist der 2116 m hohe Berg Wuling im nördlichen Kreis Xinglong. Die Gebirgskette weist verschiedene Pässe auf, wie den Gubei-Pass, den Xifeng-Pass und den Leng-Pass. Der meistbesuchte Teil der Chinesischen Mauer, der sogenannte Badaling (八達嶺 / 八达岭,  Bādálǐng) nordwestlich von Peking, befindet sich im Yan-Gebirge.